# Uria onoi
Uria onoi är en utdöd östasiatisk fågel i familjen alkor inom ordningen vadarfåglar. Den beskrevs 2016 utifrån fossila lämningar från sen pleistocen funna i Japan.